# Peißenberg
Peißenberg est un bourg d'Allemagne, dans l'arrondissement de Weilheim-Schongau, en Haute-Bavière.

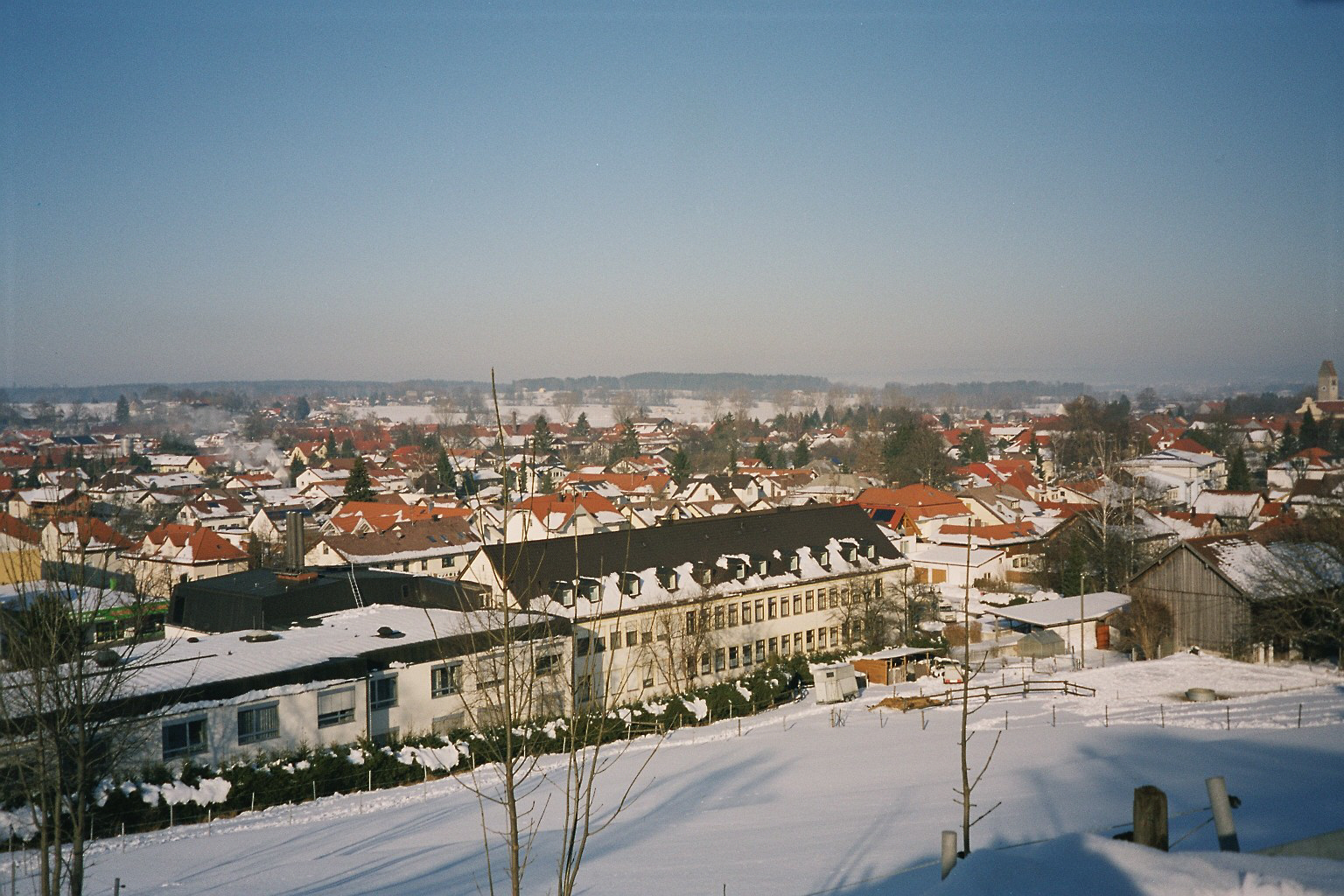
La partie Nord de la ville en hiver

## Géographie

### Situation géographique
Peißenberg se trouve dans le Pfaffenwinkel, entre le Hoher Peissenberg et le Guggenberg, sur la rive gauche de l'Ammer, dans une région rurale avec beaucoup d'exploitations agricoles.

### Municipalités voisines
Polling, Böbing, Hohenpeißenberg, Wessobrunn et Oberhausen.

### Climat
Le climat de Peissenberg est relativement frais, avec une température annuelle moyenne de 7,5 °C. Les précipitations moyennes sont de 1 200 mm. Les mois les plus pluvieux sont juin et juillet, ainsi que janvier. La pluie tombe 160 jours par an, dont la moitié de neige.

### Inondations de l'Ammer
En 1999, l'Ammer a provoqué des inondations. Les dégâts furent peu importants dans la ville, à part des caves, le terrain de camping et la station d'épuration inondés. On décida de consolider et d'agrandir les digues. Cela n'empêcha pas une autre inondation importante en 2005.

### Population
- 1939 : 6.336
- 1949 : 8.340
- 1959 : 8.886
- 1970 : 9.693
- 1981 : 10.631
- 1993 : 11.605
- 2000 : 12.271
- 2005 : 12.570

## Armoiries
Les armoiries de Peißenberg se composent des outils qui étaient jadis utilisés dans l'industrie minière : un marteau et un maillet entrecroisés, et trois abeilles.

## Histoire
Très longtemps, Peißenberg fut un village sans importance en Haute-Bavière. Il est mentionné pour la première fois au XIe siècle. Il reçut des privilèges dont le droit de marché.
La commune actuelle date de l'édit communal de 1818.
On y exploita le fer et le soufre avant le XIXe siècle, puis le charbon jusqu'en 1971. Depuis cette date, Peissenberg a développé le tourisme avec la création d'un musée de la mine.

## Religions
Catholiques : 8500 (70 % de la population)
Protestants : 1500
Le reste est sans religion ou appartient à un autre groupe de religions.
Les paroisses les plus importantes sont Saint Jean dans la partie de Nord, Sainte Barbe dans la partie du sud et l'église évangélique.

## Politique
Les bourgmestres depuis 1945 :
- Josef Zerhoch (1946-1955, SPD)
- Hans Leibold (1959-1972, SPD)
- Matthias Fuehrler (1972-1990, SPD).
- Hermann Schnitzer (1990- …,CSU)

Depuis les élections municipales de 2002, le conseil municipal se compose comme suit :
- CSU : 55,8 %
- SPD : 31,4 %
- Peißenberger Bürgervereinigung : 12,8 %

## Musées et curiosité
Peißenberg possède un musée de la mine qui rappelle le temps de l'extraction de la houille. On peut aussi visiter une ancienne galerie de mine.

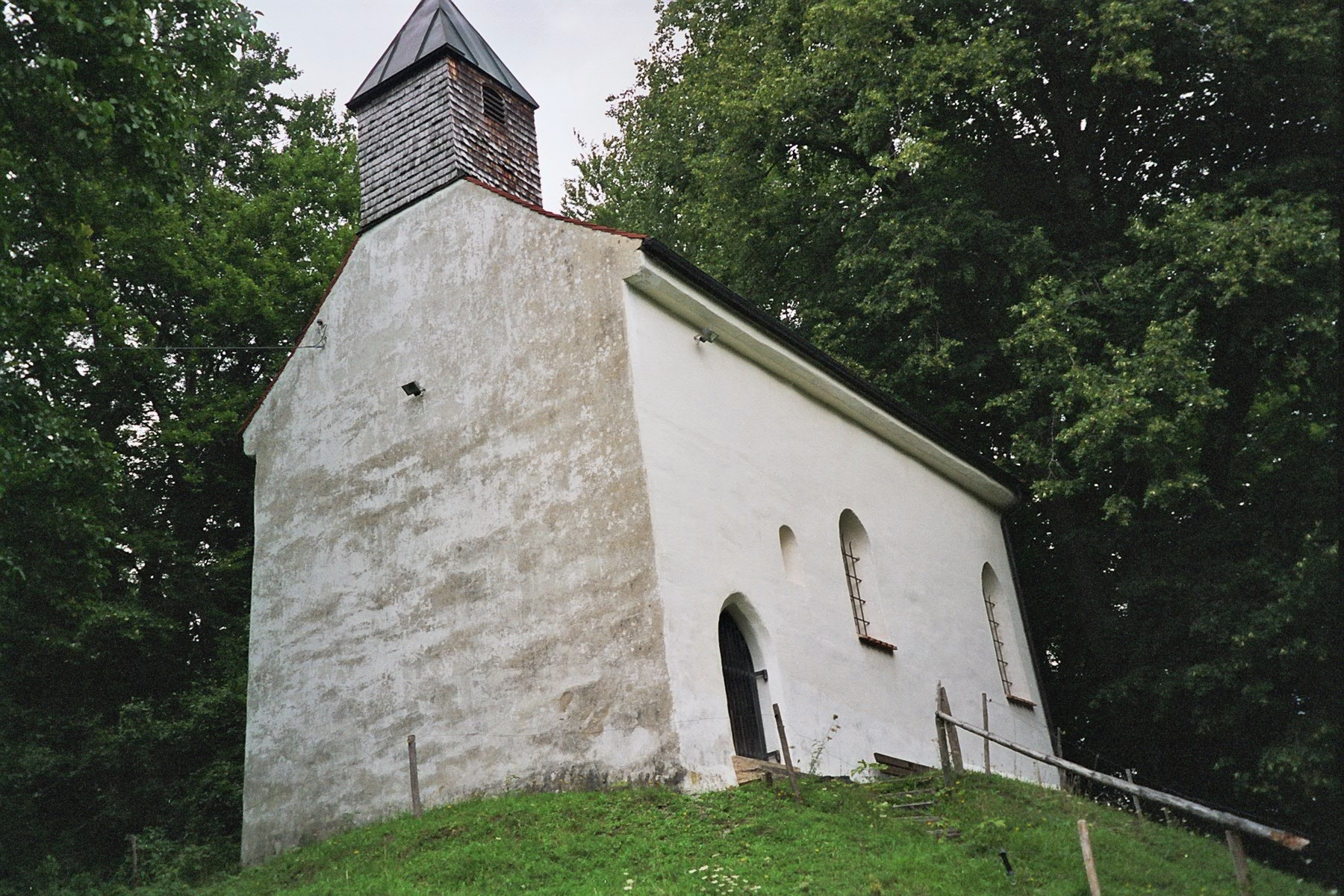
La chapelle Saint Georges de Peissenberg

La chapelle médiévale Saint Georges, quoique dans une propriété privée, peut être visitée. Le saint est invoqué pour de bonnes récoltes.
À la mi-juillet, une fête populaire a lieu sur le terril de l'ancienne mine.
Chaque dernier dimanche d'octobre une cavalcade de 200 chevaux (Leonhardiumritt), avec chars décorés et fanfares, parcourt la cité.

## Personnalités liées
- Gerhoh Steigenberger, chanoine régulier de Saint-Augustin, y est né en 1741.